# Rolf Sperling
Rolf Sperling (Halle an der Saale, 24 aprile 1940) è un tuffatore tedesco orientale.
Ha rappresentato la Squadra Unificata Tedesca ai Giochi olimpici estivi: Roma 1960, Tokyo 1964 e la Germania Est all'Olimpiade di Città del Messico 1968. In carriera ha vinto medaglia d'argento ai campionati europei di nuoto di Lipsia 1962 nel concorso dei tuffi dalla piattaforma 10 metri.

## Palmarès
- Campionati europei di nuoto

Lipsia 1962: argento nella piattaforma 10 m